# Red Bluff
Red Bluff – miasto w Stanach Zjednoczonych, w stanie Kalifornia, siedziba administracyjna hrabstwa Tehama.